# Saint Mirren Football Club
El Saint Mirren Football Club és un club escocès de futbol de la ciutat de Paisley, Renfrewshire.

## Història
El club fou creat com un club de classe alta que practicava entre altres esports el criquet i el rugbi. L'any 1877 va incloure el futbol entre les seves seccions. El seu nom fa referència a Saint Mirin, fundador d'una església a l'abadia de Paisley i patró de la ciutat.
L'any 1922, el St. Mirren fou l'equip convidat per la inauguració del camp de Les Corts del FC Barcelona.

## Palmarès
- Scottish First Division: 1967/68¹ 1976/77, 1999/2000, 2005/06, 2017/18
- Copa escocesa de futbol: 1926, 1959, 1987
- Copa de la Lliga escocesa de futbol: 2013
- Scottish Challenge Cup: 2005
- Renfrewshire Cup: 1882/1883, 1883/1884, 1887/1888, 1890/1891, 1893/1894, 1896/1897, 1897/1898, 1903/1904, 1909/1910, 1910/1911, 1923/1924, 1924/1925, 1925/1926, 1927/1928, 1928/1929, 1929/1930, 1931/1932, 1932/1933, 1933/1934, 1935/1936, 1937/1938, 1940/1941, 1943/1944, 1945/1946, 1946/1947, 1947/1948, 1949/1950, 1958/1959, 1959/1960, 1960/1961, 1962/1963, 1966/1967, 1973/1974, 1976/1977, 1978/1979, 1979/1980, 1982/1983, 1983/1984, 1984/1985, 1985/1986, 1987/1988, 1989/1990, 1997/1998, 1998/1999, 1999/2000, 2000/2001, 2001/2002, 2006/2007, 2007/2008, 2008/2009, 2009/2010, 2010/2011, 2011/2012, 2012/2013
- Victory Cup: 1919
- Copa Anglo-escocesa: 1979/80
- Summer Cup: 1943
- Epson Invitational Tournament: 1986/87

¹L'antiga segona divisió

## Futbolistes destacats
| - Duncan Bryce - Charlie Adam - Roy Aitken - Sergei Baltacha - Jimmy Bone - Kirk Broadfoot - Steve Clarke - Neil Cooper - Alan Combe - Jackie Copland - Ian Ferguson - Tony Fitzpatrick - Archie Gemmill - Ricky Gillies - Dave Halliday | - Stevie Kerr - Chris Iwelumo - Paul Lambert - Simon Lappin - David Lapsley - Barry Lavety - Frank McAvennie - Frank McGarvey - Steven McGarry - Barry McLaughlin - Gordon McQueen - David McNamee - Junior Mendes - Campbell Money - Víctor Muñoz | - Burton O'Brien - Mixu Paatelinen - Jose Quitongo - Ludovic Roy - Billy Stark - Thomas Stickroth - John Sutton - Billy Thomson - Guðmundur Torfason - Tommy Turner - Peter Weir - Tommy Wilson - Stevie Woods - Christopher Wreh - Mark Yardley |

## Entrenadors
| - John McCartney 1904-10 - Barry Grieve 1910 - Hugh Law 1910-16 - John Cochran 1916-28 - Donald Turner 1928-29 - Daniel Graham 1929 - John Morrison 1929-36 - Sam Blythe 1936-41 - Donald Menzies 1941-42 - Willie Fotheringham 1942-45 - Bobby Rankin 1945-54 - Willie Reid 1954-61 - Bobby Flavell 1961-62 - Jackie Cox 1962-65 - Doug Millward 1965-66 - Alex Wright 1966-70 - Wilson Humphries 1970-72 | - Tommy Bryceland 1972-73 - Willie Cunningham 1973-74 - Alex Ferguson 1974-78 - Jim Clunie 1978-80 - Rikki McFarlane 1980-83 - Alex Miller 1983-86 - Alex Smith 1986-88 - Tony Fitzpatrick 1988-91 - David Hay 1991-92 - Jimmy Bone 1992-96 - Iain Munro 1996-96 (24 hours) - Tony Fitzpatrick 1996-98 - Tom Hendrie 1998-2002 - John Coughlin 2002-03 - Gus McPherson 2003-2010 - Danny Lennon 2010- |